# Лос-Алькорес
Лос-Алькорес (исп. Los Alcores)  — район (комарка) в Испании, входит в провинцию Севилья в составе автономного сообщества Андалусия.

## Муниципалитеты
| Муниципалитет        | Население | Площадь км² | Плотность населения чел./км² |
| -------------------- | --------- | ----------- | ---------------------------- |
| Алькала-де-Гвадаира  | 64.990    | 287         | 226,4                        |
| Кармона (Севилья)    | 27.221    | 924         | 29,1                         |
| Майрена-дель-Алькор  | 18.075    | 69          | 262                          |
| Эль-Висо-дель-Алькор | 17.194    | 20          | 859,7                        |